# Ngô Liễu Phương
Ngô Liễu Phương (tiếng Trung: 吴柳芳; bính âm: Wú Liŭfāng), sinh 22 tháng 12 năm 1994, là một vận động viên thể dục người Trung Quốc đã giải nghệ.